# Testibiopalladite
La testibiopalladite è un minerale non riconosciuto dall'IMA perché la sua descrizione è stata pubblicata senza approvazione.